# Thorpe (Yorkshire du Nord)
Pour les articles homonymes, voir Thorpe.
Thorpe est un village et une paroisse civile du Yorkshire du Nord, en Angleterre.